# Luigi Bottiglia Savoulx
Luigi Bottiglia Savoulx (ur. 16 lutego 1752 w Cavour, zm. 14 września 1836 w Rzymie) – włoski kardynał.

## Życiorys
Urodził się 16 lutego 1752 roku w Cavour. Udał się na studia i uzyskał doktorat utroque iure. 26 grudnia 1791 roku przyjął święcenia kapłańskie. Następnie został relatorem Świętej Konsulty, protonotariuszem apostolskim i klerykiem, a później dziekanem Kamery Apostolskiej. 15 marca 1826 roku został wybrany tytularnym arcybiskupem Perge, a 2 kwietnia przyjął sakrę. 23 czerwca 1834 roku został kreowany kardynałem prezbiterem i otrzymał kościół tytularny San Silvestro in Capite. W tym samym roku został prefektem Trybunału Sygnatury Łaski. Zmarł 14 września 1836 roku w Rzymie.